# Residenset i Göteborg

Residenset, även Torstensonska palatset, eller Kungshuset är en byggnad vid Södra Hamngatan i Göteborg. Det inrymmer bostads- och representationslokaler för landshövdingen i Västra Götalands län.
Fastigheten bebyggdes åren 1648–1650 åt greve Lennart Torstenson. Den var kungshus åt Karl X Gustav i samband med 1658 och 1660 års riksdagar.
Residenset är sedan september 1657 i statlig ägo, då Kungl. Maj:t köpte huset. Det är från den 9 maj 1700 bostad för landshövdingen i Göteborgs och Bohus län (från 1998 ingående i Västra Götalands län), sedan sätet för länsstyret flyttats från Bohus fästning. Den första landshövdingen som bodde i huset var Erik Carlsson Sjöblad.
Landshövdingeresidenset är beläget i fastigheten Inom Vallgraven 53:16, i hörnet av Södra Hamngatan 1 och Skeppsbroplatsen 2, med fronten mot Stora Hamnkanalen. Länsresidenset är Göteborgs äldsta boningshus beläget cirka 150 meter söder om Göta älv. Det är skyddat som statligt byggnadsminne (SBM) sedan 25 januari 1935. Det mest prominenta besöket gjordes 14 juni 2001 av USA:s president George W. Bush i samband med EU-toppmötet i Göteborg.

## Historia
Det var burggreven Jacob van Dijck (1567–1631), som ursprungligen ägde tomten, men till att börja med bodde i landsmannen Albrecht van de Veldes hus, men så småningom byggde sig ett eget hus på tomten. Fastigheten såldes efter van Dijks död till hans efterträdare, den landsflyktige holsteinaren Daniel Lange.
Fältherren greve Lennart Torstensson utnämndes den 31 maj 1648 till generalguvernör över Västergötland, Dal, Värmland och Halland, och i hans instruktion föreskrevs att hans "ordinarie residens" skulle förläggas till Göteborg. Men redan den 15 februari 1647 hade Torstensson varit förutseende och köpt en lämplig tomt av Lange, med hus och trädgård, för 1 200 dukater i specie. Tomten mätte 288 fot längs med gatan och 125 fots djup vid den västra sidan. Byggmästare var den i Stockholm boende tysken, Casper Wolter. Själva huset, inklusive flygelbyggnad, hade ett tiotal kammare, förutom de två salarna och ekonomiutrymmen med en yta på 275 kvadratmeter i varje våning samt 140 kvadratmeter i flygeln. 
Torstensson avled den 7 april 1651 i Stockholm, där han vistats sedan 1648. Hans sjuklighet hade hindrat honom från att återkomma till Göteborg, och han fick alltså aldrig tillfälle att se generalguvernörsgården som nu övergick till hans änka Beata De la Gardie, som lät färdigställa den. Kronan köpte 1657 det Torstenssonska huset, och från den 25 oktober 1721 tog staden över underhållet. Detta hävdes den 19 januari 1757.
Gr. Deber "med gesäller, hantlangare och kalkslagerskor" murade 1722 om stora yttertrappan, ett nytt valv murades upp mellan kungshuset och det nya kansliet 1735 av J.S. Rancke, som också ett höjde muren mellan de två husen. Carlberg föreslog i mars 1738 att den låga flygeln mot sjösidan, skulle få ytterligare en våning. Även denna entreprenad gick till Rancke. I februari 1750 utfärdades ett reglemente, "varefter vederbörande hade att rätta sig vi rätta sig vid landshövdinge-residenshusens byggnad och vidmakthållande." Carlberg besiktigade huset och byggmästare Reuse samt murmästare Rancke gjorde därefter upp kostnadsförslag på de olika åtgärderna. Yttermurarna skulle nyrappas med kalkbruk samt strykas med vit eller gul limfärg. Murarna skulle få en jämn och likadan färg. Portalerna åt gatan och gården i Gotlandssten reparerades och målades grå.
Omkring 1740 byggdes flygeln mot nuvarande Badhusgatan, de öppna spisarna byttes ut mot kakelugnar och de stora salarna delades upp i mindre rum.
Huset byggdes i vinkel, ursprungligen i två våningar med spetsiga gavlar och frontespiser, men åren 1851–1855 tillkom en tredje våning, ritad av arkitekterna Carl Gustaf Blom-Carlsson (1799–1868) och Victor von Gegerfelt. Torstensson dog 1651, och hann därför aldrig att flytta in i huset. I oktober 1680 dog Beata De la Gardie och det blev hennes son, riksrådet Anders Torstenson, som ärvde fastigheten. Men redan efter ett år såldes den vidare till Torstensons svåger, riksmarskalken Johan Gabriel Stenbock. Huset var då uthyrt till tullförvaltaren, som i sin tur hyrde ut delar av den till två ämbetsmän i Göteborg; bröderna Johan och Gustaf Macklier, den förre president, den senare kommendant i staden. Stenbock tänkte spekulera med huset och tjäna en summa på affären. Han erbjöd därför Hans Kongl. Maj:tt (läs Karl XI) att köpa generalguvernörsgården för 42 000 daler kopparmynt, vilket motsvarade vad han en gång gett för huset.
Residensets portal höggs i gotländsk sandsten i Stockholm, sannolikt av mäster Christian Pfundt, och är krönt med Lennart Torstenssons grevliga vapen och med hans fru Beata De la Gardies adliga. År 1927 gjordes en större restaurering av portalen, då delar byttes ut. Vapensköldarna, troligen gjorda av Christian Pfundt, byttes ut tillika med en stor andel av den huggna stenen då portalen restaurerades 1979. En fritrappa, som ledde upp till portalen, revs 1774.
Huset har byggts om och till i omgångar, bland annat 1875, då husets yta ökade från knappt 700 kvadratmeter till 1 800 kvadratmeter. I samband med ombyggnad av hörnrum i bottenvåningens 1964–1965 upptäcktes takbrädor med målningar från 1600-talet, vilka har renoverats. Ytterligare en omfattande renovering av interiörer skedde 2000–2001. Trots omfattande protester från stadsarkitekten, lyckades landshövding Anders Rudolf Du Rietz 1774–1775 få takkonstruktionen från 1660-taket utdömt på grund av att det var "övermåttan högt". Det blev Carl Wilhelm Carlberg som fick rita det nya taket av så kallad mansardtyp. Men redan efter trettio år var det nya taket uppruttet och den värmländska skiffern hade blåst bort. Vid den stora branden 1804 skadades residensets stall samt ekonomibyggnader och fick ersättas med nya. Då togs också delar av trädgården bort.
Sommaren 1839 reste den tyske juristen Friedrich Karl Strombeck genom Sverige och besökte då Göteborg,. Han blev inbjuden av landshövding Gillis Edenhjelm som bjöd ståndsrepresentanterna på middag. Strombeck skriver om huset:
| ”                                          | De salar och rum, hvari vi voro samlade, kunde man nästan kalla praktfulla; utsigten härifrån öfver hamnen, dess lifliga rörelse och den bergiga omgifningen är i högsta grad pittoresk, och landshöfdinge-residenset skulle äfven i en stad, såsom Berlin eller Wien, kallas ”ett palais”. | „ |
| – Friedrich Karl Strombeck, sommaren 1839. | |   |

Residenset delar ett stort gårdsutrymme med fastigheterna Södra Hamnatan 3 och Stora Badhusgatan 2. Residenset har gett namn åt Residensbron, som stod klar 1963 och som går över hamnkanalen i Stora Badhusgatans förlängning, området kallades förr Stora Bommen.

### Bilder

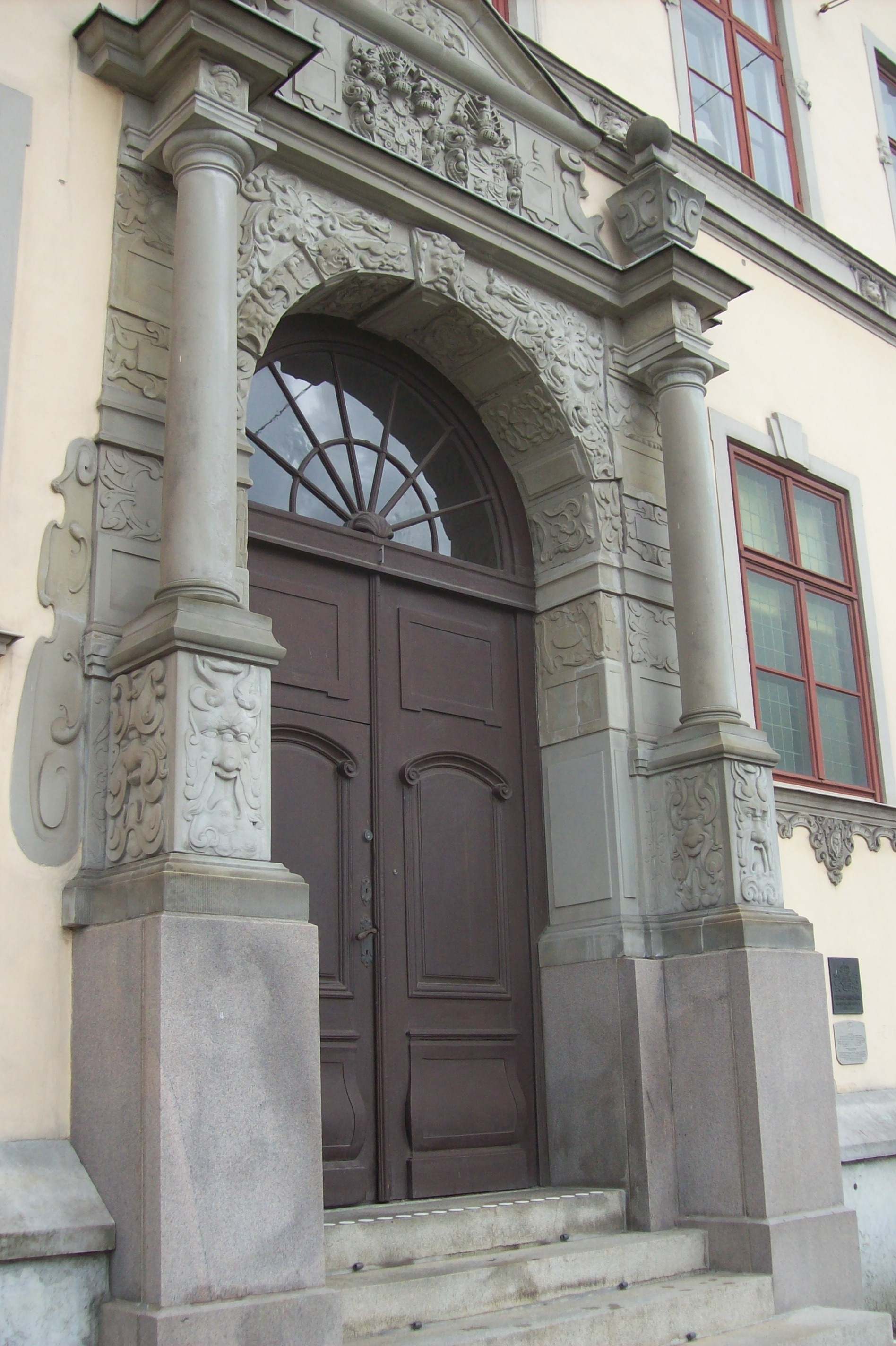
En vacker stenportal pryder landshövdingeresidenset i Göteborg.
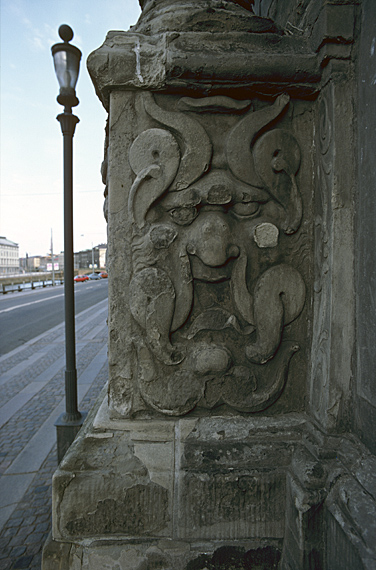
Detalj av grotesk i entrén, ursprungligt utseende. (1977)
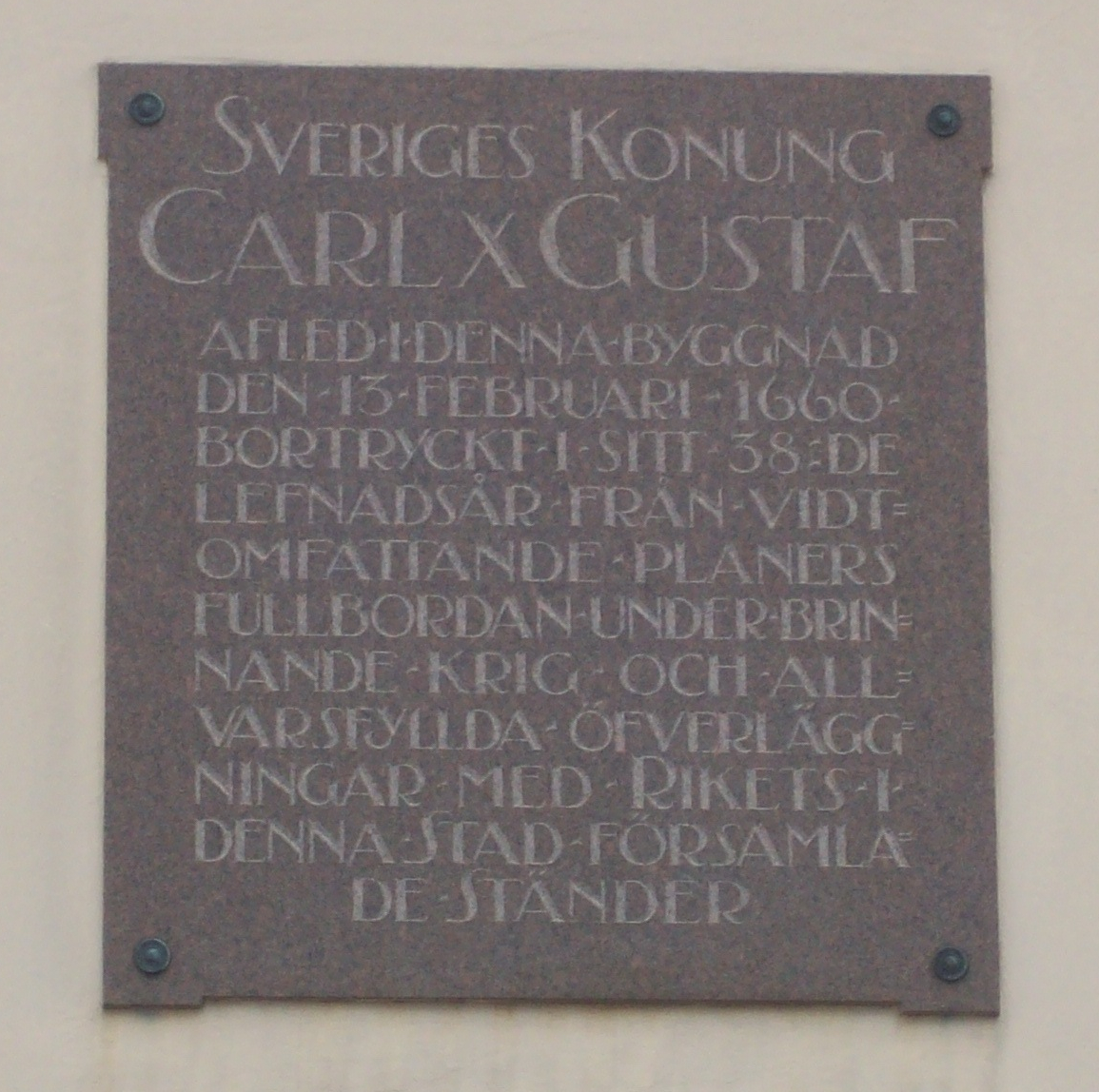
Plakett från fasaden som berättar om Karl X Gustavs död i huset 13 februari 1660.
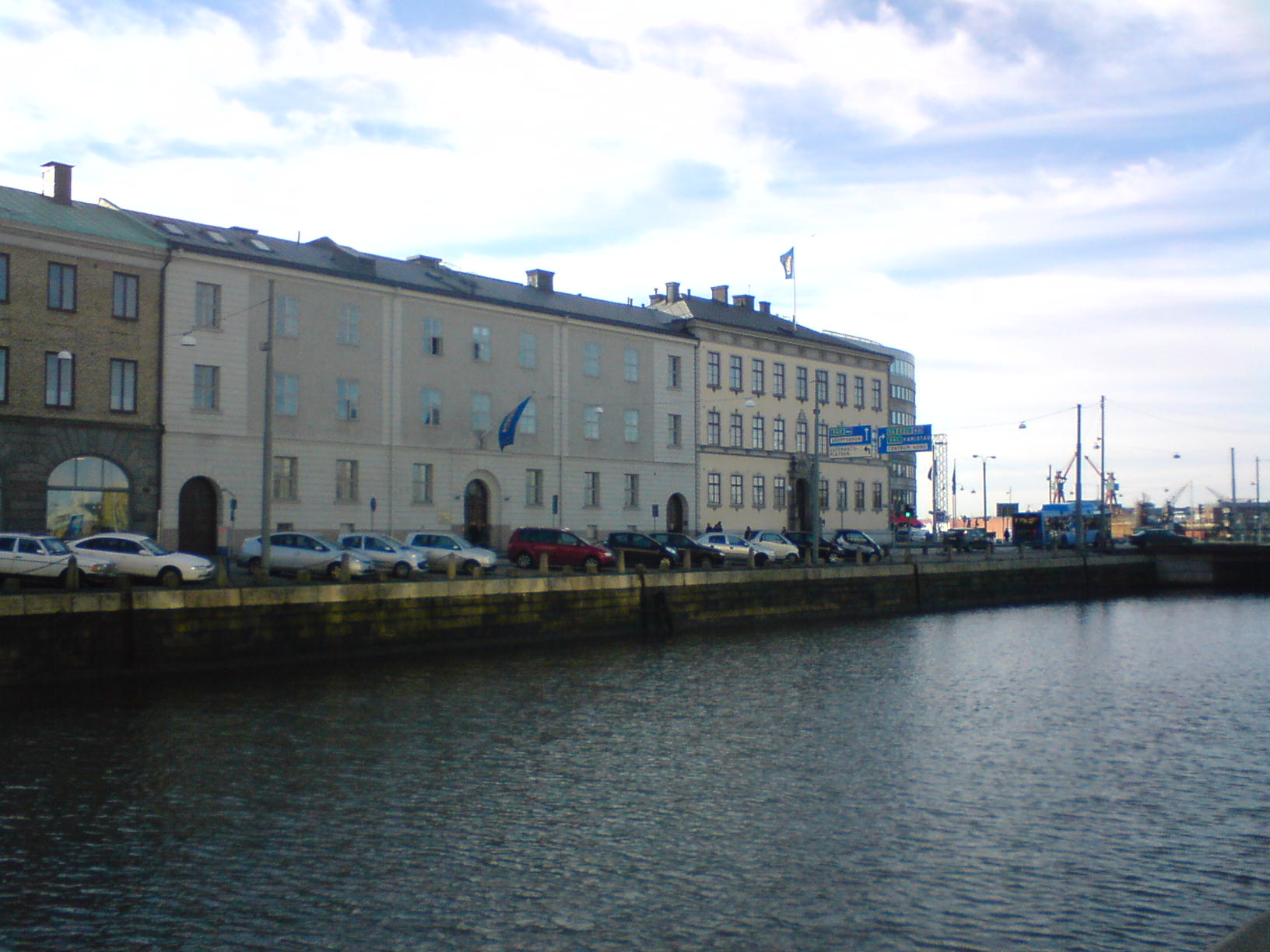
Landsstatshuset bredvid Residenset på Södra Hamngatan i Göteborg.

## Kungshuset
Kungshuset blev tidigt namnet på Residenset, som också har huserat många kungar och landshövdingar, så använde till exempel Karl X Gustav huset som residens och hans son Karl XI bodde här redan som barn, samt sporadiskt under åren 1680–1683, 1689–1691 och 1694. Karl X Gustav avled i huset den 13 februari 1660. Karl XII förberedde här kriget mot Norge och Gustav III avvärjde härifrån en kritisk situation, den 3 oktober 1788, mot den danska-norska armén som hotade Göteborg under Teaterkriget.

## Landsstatshuset
Landsstatshuset i Göteborg är beläget vid Södra Hamngatan 3 och uppfördes 1923 intill Residenset. Ritningarna var utförda av arkitekten Sigge Cronstedt. Inre dekorativt måleri gjordes av konstnärerna Carl Wilhelmson och Bængt Dimming. Huset ersatte ett äldre landsstatshus från 1735 och är byggnadsminne sedan den 18 mars 1993.